# Бродский, Андрей Викторович
Бродский Андрей Викторович — украинский предприниматель, промышленник. Акционер и генеральный директор горнодобывающей компании «Велта». Построил и запустил предприятие по добыче титановой руды с нуля в поле в Кировоградской области. На сегодня управляемая им компания «Велта» занимает 2 % мирового рынка поставок ильменита и является поставщиком около 10 % объёма самого большого в мире американского потребителя титанового сырья — компании Chemours (DuPont).
Андрей Бродский является сторонником ведения прозрачного и социально ответственного бизнеса. Активно высказывает свою позицию в разрезе реформирования украинского недропользования и законодательных норм в сфере инвестиций.
Одним из первых внедрил культуру подписания социального меморандума между бизнесом и властью в Кировоградской области.

## Биография
Родился 17 февраля 1973 года в Днепропетровске, в семье военнослужащего.
Окончил Днепропетровский Национальный горный университет (сейчас — «НТУ Днепровская политехника» Архивная копия от 22 марта 2022 на Wayback Machine) по специальности «Обогащение полезных ископаемых».
Трудовую деятельность Андрей Бродский начал в 17 лет лаборантом отделения «Транспорта на сверхпроводящих магнитах» в Институте геотехнической механики Академии наук УССР.
Имеет большой опыт работы на руководящих должностях в сфере поставок металлопродукции и труб на территории Украины, СНГ и Европы.
С 2006 года по настоящее время Андрей Бродский является учредителем и генеральным директором ООО ПКФ «Велта». Компания специализируется на добыче, переработке и продаже ильменита — титанового сырья.
Как отмечает в интервью Андрей Бродский, в 2006 году «Велта» фактически существовала только на бумаге. По его инициативе быстрыми темпами была проведена разведка месторождения и подсчет запасов в Государственном комитете природных ресурсов Украины.
За дальнейшие четыре года компания выполнила основные работы по подготовке к освоению месторождения. Были получены необходимые документы, проведены опытно-конструкторские и проектные работы, привлечено финансирование.
В 2011 году за рекордно короткие сроки, всего 8 месяцев, ООО ПКФ «Велта» построила горно-обогатительный комплекс. Его официальное открытие состоялось 27 декабря 2011 года. Таким образом, под руководством Андрея Бродского, «Велта» вышла на мировой рынок титаносодержащего сырья. Официальный сайт Кировоградской областной государственной администрации отмечает, что титановый ГОК «Велты» — это первый в мире абсолютно новый комбинат такого направления за последние годы.
После запуска компании Кировоградская область получила толчок к развитию: по данным Кировоградской облгосадминистрации, на 2 % увеличился вес добывающей промышленности благодаря активизации предприятий-недропользователей, в частности ООО ПКФ «Велта». Уже на следующий год после начала работы компании Андрей Бродский поставил цель занять 2 % от мировой добычи титанового сырья.
В 2017 году Андрей Бродский принимает решение о вертикальной интеграции компании «Велта» путем инноваций. В этом же году, по его инициативе, создается научно-исследовательский центр Velta RD Titan, который занимается разработкой революционной технологии получения металла титана. В 2019 году Velta RD Titan подает первые патентные заявки в патентные бюро США и Украины. Андрей Бродский со своей командой преследуют амбициозную цель: удешевить титан и сделать его доступным.
Работая в Кировоградской области, Андрей Бродский внедряет принципы ведения социально ответственного бизнеса. За 2010—2019 гг. включительно ООО ПКФ «Велта» выплатила более 350 млн гривен налогов в бюджеты разных уровней, создала 600 рабочих мест и вложила более 32,5 млн гривен социальных инвестиций в регион.